# Broughton (Borders)
Broughton es una localidad de Tweeddale, en los Borders de Escocia, Reino Unido. Localidades cercanas incluyen Biggar, Drumelzier, Kilbucho y Peebles.
Es conocida porque durante un tiempo fue el hogar de John Buchan. El Biggar Museum Trust regenta un museo dedicada a su vida en la localidad. En Broughton se encuentra Broughton Place, una casa privada construida en el estilo de las torres escocesas del siglo XVII que fue diseñada por Basil Spence en 1938 y que cuenta con relieves decorativos del escultor arquitectónico Hew Lorimer. La planta baja de Broughton Place alberga una galería de arte.
La localidad tiene también una pequeña fábrica de cerveza cask ale, la Broughton Brewery, que produce muchas cerevezas populares, como la "Merlin", "Socttish Oatmeal Sout" y la "Greenmantle".
El Ferrocarril de Symington, Biggar y Broughton (Symington, Biggar and Broughton Railway) tenía una estación y sus oficinas centrales en la localidad, que posteriormente fue absorbido por el Ferrocarril Caledonio (Caledonian Railway). Actualmente la línea está cerrada. El Ferrocarril de Talla (Talla Railway) sale de aquí en dirección al Embalse de Talla.
- Datos: Q3997390
- Multimedia: Broughton, Scottish Borders / Q3997390